# Histioea peruana
Histioea peruana är en fjärilsart som beskrevs av M.Gaede 1926. Histioea peruana ingår i släktet Histioea och familjen björnspinnare. Inga underarter finns listade i Catalogue of Life.